# Nabyszyce (gromada)
Nabyszyce – dawna gromada, czyli najmniejsza jednostka podziału terytorialnego Polskiej Rzeczypospolitej Ludowej w latach 1954–1972.
Gromady, z gromadzkimi radami narodowymi (GRN) jako organami władzy najniższego stopnia na wsi, funkcjonowały od reformy reorganizującej administrację wiejską przeprowadzonej jesienią 1954 do momentu ich zniesienia z dniem 1 stycznia 1973, tym samym wypierając organizację gminną w latach 1954–1972.
Gromadę Nabyszyce z siedzibą GRN w Nabyszycach utworzono – jako jedną z 8759 gromad na obszarze Polski – w powiecie ostrowskim w woj. poznańskim, na mocy uchwały nr 32/54 WRN w Poznaniu z dnia 5 października 1954. W skład jednostki wszedł obszar dotychczasowej gromady Wierzbno ze zniesionej gminy Daniszyn i obszar dotychczasowej gromady Nabyszyce oraz miejscowości Baby, Biadaszki, Gliśnica, Lipiny i Wisławka z dotychczasowej gromady Gliśnica ze zniesionej gminy Odolanów w tymże powiecie. Dla gromady ustalono 17 członków gromadzkiej rady narodowej.
1 stycznia 1962 z gromady Nabyszyce wyłączono miejscowości Bartnia i Wierzbno, włączając je do gromady Daniszyn w tymże powiecie, po czym gromadę Nabyszyce zniesiono, a jej (pozostały) obszar włączono do gromady Odolanów tamże.